# Asta (Black Clover)
Pour les articles homonymes, voir Asta.
Asta (アスタ, Asuta) est un personnage de fiction et le protagoniste principal du manga Black Clover créé par Yūki Tabata. Il s'agit d'un paysan orphelin qui fût trouvé devant une église dans le village de Hadge. Son objectif est de devenir le prochain Empereur-Mage afin de pouvoir mettre fin aux inégalités. Il est un « sans magie » dans un monde où la magie réside, mais pour pallier ce handicap, Asta commence un entraînement physique intense. Cela lui permettra de manier sans difficultés des épées d'anti-magie se trouvant dans un grimoire de trèfle à cinq feuilles dans lequel réside un démon. Asta rejoint la compagnie du Taureau Noir dans l'espoir de pouvoir réaliser son rêve.
Dans l'adaptation animée de Black Clover, il est doublé par Gakuto Kajiwara en japonais, Dallas Reid en anglais et Aubert-Carlin Alan en français. La popularité du personnage d'Asta est assez mitigée auprès des fans à cause de son caractère stéréotypé et du ton agressif utilisé par le doubleur Kajiwara. Il a toutefois été accueilli positivement par les critiques pour sa détermination et ses relations avec les autres personnages de la série.

## Conception et création
Asta apparaît pour la première fois dans le hors-série paru en 2014 dans le magazine Weekly shonen jump sous le nom d'Asta Staria. Son nom est tiré d'une fleur « L'Aster », provenant du grec qui a pour signification « étoile ». La personnalité d'Asta s'inspire de celle de son créateur Yūki Tabata. Gakuto Kajiwara, son doubleur japonais, le décrit comme « attirant les gens autour de lui dans sa vie, mais dans le sens positif. Son enthousiasme, sa forte volonté et son désir de ne jamais abandonner finissent par toucher l'ensemble de son entourage. Même si tout le monde refuse de l'admettre, finalement, les gens voudront le voir et vont le reconnaître grâce à sa détermination et à sa forte volonté, et il ne fait que changer l'opinion des gens sur lui. Je ne pense pas que cela s'applique juste à l'histoire. Je pense qu'en tant que lecteurs du manga, il nous donne le même type de pouvoir. Je pense qu'en le regardant, nous pouvons concevoir de l'espoir et de l'énergie dans notre vie quotidienne. » .

## Émergence dansBlack Clover
Le manga est sorti chez Kazé en septembre 2016.

### Origines et jeunesse
Asta apparaît pour la première fois dans Black Clover en tant que nouveau-né, déposé devant l'église de Hage accompagné de Yuno. Il est né dans le royaume de Clover, dont tous les habitants sont des mages, mais lui est un « sans magie ». Malgré son handicap, il a pour objectif de devenir Empereur-Mage afin de mettre fin à la discrimination dans le pays. Après avoir sauvé Yuno de l'attaque d'un voleur lorsqu'il était enfant, les deux garçons vont se désigner comme rivaux avec pour même objectif de devenir le prochain Empereur-Mage. À l'âge de 15 ans, les enfants sont conviés à une cérémonie nommée cérémonie annuelle des grimoires, où chacun reçoit un grimoire lié à la magie de chacun. Cependant, Asta n'ayant pas de magie, ne se verra pas attribuer de grimoire. Lorsque Yuno est attaqué par Revchi qui essaie de lui voler son grimoire, un grimoire à quatre feuilles, Asta tente d'arrêter Revchi mais est battu. Désespéré, Asta retrouve courage grâce à la reconnaissance de Yuno, qui le désigne comme son rival et lui donne la motivation de continuer à se battre. Il est ensuite choisi par un grimoire à cinq feuilles, grâce auquel il peut manipuler une grande épée qui a pour nom Dispelda et qui possède le pouvoir de l'anti-magie. Asta réussit à battre Revchi et répète à Yuno sa promesse de rivaliser avec lui pour devenir Empereur-Mage. Lors du test de recrutement des compagnies de chevaliers-Mages, Asta gagne le respect de Yami Sukehiro et est recruté par la compagnie du Taureau Noir, la pire compagnie de Chevaliers-Mages, accompagné de l'autre nouvelle venue, Noelle Silva.

### Missions
Désormais chevalier-Mage, Asta accomplit les missions qui lui sont confiées. Il est chargé de visiter un donjon, où il croise Yuno et son équipe et part affronter un groupe du royaume de Diamond. Il y trouve une seconde épée d'anti-magie nommée Drainda, et bat le mage Mars de Diamond avec Yuno. Durant la cérémonie de promotion des chevaliers, il est vu par les chevaliers-mages les plus haut placés comme une aberration. À la suite de l'humiliation de Noelle par ses frères et sœurs, Asta leur dit qu'il atteindra son objectif et qu'il deviendra l'Empereur-Mage pour tous les faire taire. Plus tard, Asta aide contre l'invasion de la capitale royale par l'œil maléfique du crépuscule. Lors d'une pause dans un village, il y rencontre des membres de l'Œil maléfique du crépuscule qui vont kidnapper des enfants. Yami, son capitaine, vient aider Asta et lui enseigne comment sentir le ki. Les autres capitaines de chevaliers-mages vont arriver plus tard en renfort, et Licht le chef de l’œil maléfique du crépuscule ainsi que le Troisième Œil vont s'enfuir.
Lors d'une mission du Taureau Noir au temple sous-marin où ils doivent récupérer une pierre magique, Asta y recroise Vet, un des membres du troisième œil, qui lui broie et lui place une malédiction sur ses bras grâce à une magie interdite. Après une bataille épuisante, lui et les autres membres du Taureau Noir vont vaincre Vetto. Les bras d'Asta sont impossibles à soigner, ce qui ouvre la possibilité qu'il ne pourra plus utiliser ses épées. Après un court découragement, il affirme qu'il défiera le destin s'il le faut, pour réaliser son rêve. Sa coéquipière Vanessa Enoteca se rend dans la forêt des sorcières et demande à la reine des sorcières de guérir Asta. Après cela, il participe à la victoire contre Fana, un membre du Troisième Oeil, le soldat Ladros de Diamond  grâce à sa nouvelle forme noire dévoilée grâce à la magie du sang de la reine des sorcières qui accélère la circulation de l'anti-magie dans son corps. La reine des sorcières tente d'utiliser sa magie pour contrôler Asta et l'obliger à tuer ses amis. Vanessa l'en empêche en utilisant son fil rouge du destin. La reine reconnaît sa défaite, et leur donne une pierre magique. Plus tard, Asta s'exerce à mieux contrôler sa forme noire lors d'un entraînement dans un volcan.

### Autres actes
Durant la sélection des chevaliers-royaux, Asta se mesure à  Langris Vaude, qui a presque tué son demi-frère Finral Roulacase qui est également coéquipier d'Asta. Dans le match des demi-finales, Asta vainc Langris mais leurs cristaux vont être détruits en même temps ce qui se conclut sur un match nul . Asta est sélectionné dans l'équipe des chevaliers-royaux avec Yuno. L'objectif des chevaliers royaux est d'arrêter l'Oeil maléfique du crépuscule ainsi que les elfes qui veulent se venger des êtres humains à la suite du massacre de leur peuple, il y a plusieurs centaines d'années. Durant cette bataille, les elfes vont se réincarner dans les corps des humains, de nombreux chevaliers-royaux seront sous le contrôle d'Elfes et vont tout détruire. Asta et Yuno vont combattre Licht, le véritable chef de l'oeil maléfique du crépuscule qui a ressuscité. Pendant le combat, Licht reprend l'une de ses épées Annihilda, épée qui sera récupérée par Asta durant le combat. Elle lui permet d'extraire le poison dans le corps d'une personne empoisonné et de retirer l'âme des elfes du corps hôte. Asta bat et dissipe les différentes âmes des elfes réincarnés dans tout le royaume. Au palais des ombres, lieu se trouvant dans une autre dimension, Asta y affronte Patry et se confronte à son âme, enfouie dans ses ténèbres et Asta l'aide à sortir de son désespoir. Cependant, le véritable cerveau du massacre des elfes est révélé, il ne s'agit pas des humains, mais du diable Zagred. Patry le combat au côté d'Asta et des autres après avoir été convaincu d'expier ses crimes et de les aider à battre leur ennemi commun. Avec l'aide de Yuno, Yami et Secre, Asta réussit à détruire le cœur du diable. Après cette bataille, Asta et Secre sont choisis comme boucs émissaires par le Parlement magique du royaume pour la réincarnation des elfes à cause de leurs liens avec les démons et leurs pouvoirs. Grâce à un décret, Asta est placé sous la garde du Taureau Noir et il est chargé d'enquêter sur les démons. Leurs enquêtes mènent les chevaliers-mages à s'allier avec le Royaume de Heart, où certains dont Asta s'entraînent avec eux durant 6 mois afin d'être prêts à affronter le Royaume de Spade, lieu où se trouvent tous les hôtes démoniaques.

## Aptitudes et compétences
Pour compenser l'absence de magie, depuis l'enfance, Asta s'est énormément entraîné afin de muscler son corps le plus possible. Il peut manier plus facilement ses lourdes épées d'anti-magie, qui vont lui permettre d'annuler la magie. L'épée Dispelda possède le pouvoir de s'agrandir en utilisant des sorts d'anti-magie. L'épée Drainda peut projeter des entailles d'anti-magie volantes et absorber d'autres types de magies pour les libérer en rayons. L'épée Annihilda a un effet de « rupture de causalité » qui rend nul les pouvoirs de la magie sur un objet. Sa forme « Black Asta » lui permet d'utiliser de plus grandes quantités d'anti-magie pendant une période de temps restreinte. Yami, son capitaine, lui apprend à maîtriser le « ki », qui a pour utilité de détecter la force vitale pour réagir et attaquer plus rapidement. Après la disparition de Yami, Asta obtient le katana de ce dernier ; lequel s'est imprégné d'anti-magie, devenant le sabre Pourfenda. Ce sabre peut sélectionner automatiquement ce qu'il doit trancher, ne touchant ainsi que les ennemis d'Asta. Grâce à Nacht, Asta conclut un contrat avec Liebe, son frère adoptif démoniaque ; et il parvient à maîtriser l'union démoniaque, ce qui lui permet notamment de vaincre Lucifero, le roi des démons. Après avoir été téléporté au Pays du Levant, il apprend le Zetten, lui permettant de se servir du tranchant de ses mains comme d'une arme, ainsi que d'employer une contre-attaque infaillible.

## Apparitions hors manga

### Jeu vidéo
Asta est un personnage jouable dans le jeu Jump Force, depuis le 15 févier 2019, ,.

### Cosplay et figurine
Un cosplay est sorti sur lui ainsi qu'une figurine.

### Série d'animation
Un animé lui est consacré depuis le 3 octobre 2017.
La saison 1 est sortie en Blu-ray le 1er avril 2023.

## Avis et opinions

### Popularité
Asta a régulièrement fini en première position dans les sondages annuels de popularité japonaise du Taureau Noir, se trouvant en haut du classement dans le second sondage avec 3 064 votes et dans le quatrième sondage avec 4 296 votes,. Au cinquième sondage, il perd une place et fini second avec 67 695 voix. Le combat d'Asta et Yami contre Dante a également été élu comme le sixième meilleur combat d'animé de l'année 2021 par Crunchyroll . De l'album Trip at Knight, la chanson « Demon Time » des rappeurs américains Trippie Redd et Ski Mask the Slump God renvoi à Asta.

### Réception
Les premiers avis sur le personnage d'Asta sont partagés. Dans sa critique du volume 1, Leroy Douresseaux de ComicBookBin déclare que « la détermination d'Asta et sa volonté d'en connaître plus sur les personnes qu'il rencontre, les lieux qu'il découvre et autres font de lui un personnage affectueux. Beaucoup de lecteurs peuvent se comparer à Asta, qui n'a rien et ne vient de nulle part, mais refuse de s'arrêter à ses limites. » . Anime News Network considère Asta comme un archétype d'outsider construit exactement comme Izuku Midoriya de My Hero Academia et Naruto Uzumaki de Naruto avec son doubleur japonais, utilisant un ton qui semble ennuyeux au public. Son premier portrait a aussi des points communs avec le récit de One Piece et Fairy Tail en raison d'objectifs similaires et du fait qu'il crie énormément . Le site IGN effectue une comparaison avec l'histoire de Izuku Midoriya pour établir les similitudes et les différences. La performance de Kajiwara est jugée ennuyeuse en raison de sa tendance à crier. Un autre critique du même site estime également que l'acteur japonais est tellement insupportable que la performance anglaise du personnage par Dallas Reid est meilleure.
Henry Ma de Ka Leo O Hawaii salue les pouvoirs uniques d'Asta, de son caractère courageux et de ses rapports relationnels avec les divers personnages de l'histoire. Écrivant pour Anime News Network, Rachel Trujillo souligne la relation de mentorat entre Asta et son capitaine Yami Sukehiro. Elle estime que les points forts de l’œuvre sont également les épreuves et difficultés rencontrées et surmontées. Dans sa critique du volume 26 de l'œuvre, LaNeysha Campbell loue le Taureau Noir, l'équipe d'Asta et Yami, lors du combat contre Dante, car « ce moment est une déclaration touchante et percutante sur la relation entre Yami et Asta en tant que mentor et mentorée. Même si les cases du combat utilisent très peu de dialogues, ils réussissent à transmettre beaucoup sur le caractère spécial du lien qu'ils partagent. » . Alex Osborn d'IGN  relève que la personnalité d'Asta peut être détestable, mais ajoute que « sa diligence et sa sincérité dans sa quête pour atteindre ses objectifs est quelque chose que je peux approuver » . Daniel Dockery de Crunchyroll salue la manière dont Asta « continuera toujours à forcer, à travailler, à tenter et à crier ».
Le pionnier de Dragon Ball, Akira Toriyama, approuve le personnage en disant : « J'ai beaucoup apprécié ce que j'ai vu dans Black Clover. L'auteur a un grand sens de l'impact et le personnage principal est très charismatique. » .